# سعيد فريحة
سعيد فريحة (1912 - 1978) صحافي لبناني من مواليد بيروت ومؤسس دار الصياد في لبنان.
كان صديقا شخصيا وتلميذا نجيباً للأستاذ مصطفى أمين، أولاده عصام وبسام فريحه والهام فريحه اكملوا نهجه ويتابعون إدارة دار الصياد.